# 伊諸諾耶莫耶基基耶英
伊諸諾耶莫耶基基耶英（鄒語：Hitos no emoekikieingi），是台灣鄒族神話裡的狩獵神，位階為下神，掌管著打獵的事物。

## 職責與形象
伊諸諾耶莫耶基基耶英的名字來自於「追逐（Moekieing）」與「神（Hitsu）」，祂能為族人招來各種獵物，決定打獵最後的結果，為保食神之一，向祂祈禱可以獲得許多獵物。性別為男性，住在各氏族獸骨架中的火器袋（popususa）裡。

## 祭典
鄒族人主要在收穫祭中的獵祭祭祀祂，平常有打到獵物的話也會獻祭。